# Kwiatkowice (województwo lubuskie)
Kwiatkowice – wieś w Polsce położona w województwie lubuskim, w powiecie gorzowskim, w gminie Bogdaniec. Według danych z 2012 r. liczyła 229 mieszkańców. Miejscowość została założona w 1768 r. w ramach kolonizacji fryderycjańskiej – zagospodarowania tzw. łęgów warciańskich. Od 1945 r. leży w granicach Polski.
W latach 1975–1998 miejscowość należała administracyjnie do województwa gorzowskiego.

## Położenie
Zgodnie z podziałem fizycznogeograficznym Polski według Kondrackiego teren, na którym położone są Kwiatkowice należy do prowincji Niziny Środkowoeuropejskiej, podprowincji Pojezierza Południowobałtyckiego, makroregionu Pradolina Toruńsko-Eberswaldzka oraz w końcowej klasyfikacji do mezoregionu Kotlina Gorzowska.
Miejscowość położona jest 12 km na południowy zachód od Gorzowa Wielkopolskiego.

## Demografia
Ludność w ostatnich 3 stuleciach:

## Historia
- 1768 - założenie kolonii przy starym olęderskim wale letnim (niem. Sommerdamm); dla 50 rodzin kolonistów postawiono 25 domów w zabudowie bliźniaczej, uposażeni oni zostali w 5 mórg ziemi[11]
- 1801 - kolonia należy do domeny w Mironicach i liczy 276 mieszkańców oraz 56 domów; jest tu 46 kolonistów, 7 komorników (chłopów bezrolnych), młyn wiatrowy i karczma[4]
- 1871 - kolonia Blumenthal liczy 394 mieszkańców, należący do niej folwark Blumenthaler Wiesen 8 mieszkańców (łącznie 402)[6]
- 1910 - wieś liczy 373 mieszkańców, należą do niego folwark Merzdorfer Vorwerk (14 mieszkańców) oraz Marwitzer Fahrdamm (wcześniej zwane Blumenthaler Wiesen, 4 mieszkańców)[9]

| Niemiecka nazwa                          | Obiekt  | Położenie          | Polska nazwa             |
| ---------------------------------------- | ------- | ------------------ | ------------------------ |
| Merzdorfer Vorwerk                       | folwark | 1 km na płd.-wsch. | obecnie część Kwiatkowic |
| Marwitzer Fahrdamm (Blumenthaler Wiesen) | domy    | 3 km na płn.-wsch. | obecnie część Lubczyna   |

## Nazwa
Blumenthal 1768; Kwiatkowice 1947.
Niemiecka nazwa została nadana na cześć ministra Adama Ludwiga von Blumenthal. Nazwa polska nawiązuje do znaczenia nazwy niemieckiej (niem. Blume - kwiat).

## Administracja
Miejscowość jest siedzibą sołectwa Kwiatkowice.

## Edukacja i nauka
Dzieci uczęszczają do szkoły podstawowej w Jenińcu, zaś młodzież do gimnazjum w Bogdańcu.

## Religia
Miejscowość należy do parafii św. Jana Chrzciciela w Bogdańcu; we wsi nie ma kościoła.

## Gospodarka
W 2013 r. liczba zarejestrowanych podmiotów gospodarczych wyniosła 14, wszystkie to osoby fizyczne prowadzące działalność gospodarczą:
| Dział                                      | Ilość |
| ------------------------------------------ | ----- |
| rolnictwo, leśnictwo, łowiectwo i rybactwo | 3     |
| przemysł i budownictwo                     | 3     |
| pozostała działalność                      | 8     |

## Znane postaci
Erich von dem Bach-Zelewski - posiadał w Kwiatkowicach gospodarstwo rolne w latach 30. XX w.